# Vote sur l'avenir politique de la Catalogne de 2014

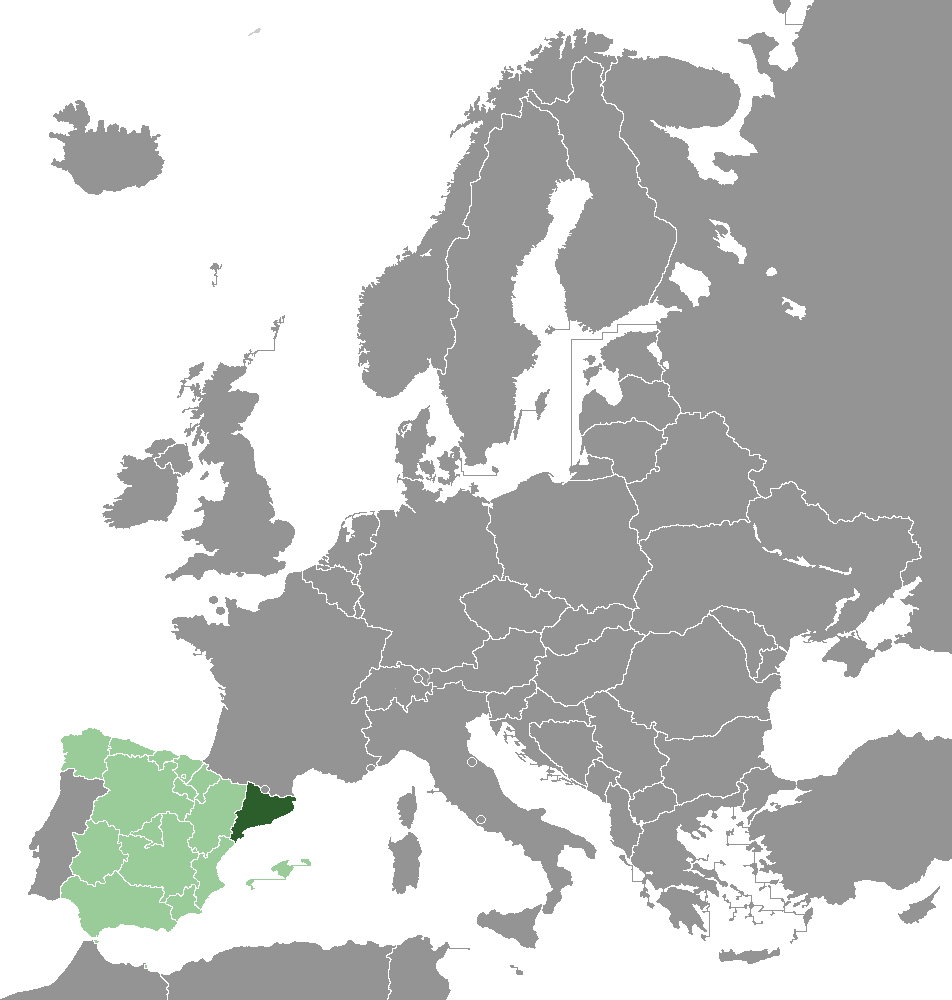
Localisation de la Catalogne (vert foncé) en Espagne (vert clair).

Le vote sur l'avenir politique de la Catalogne, ou vote sur l'indépendance de la Catalogne, connu en Espagne sous le numéronyme de 9-N, est un vote portant sur l'indépendance de la communauté autonome de Catalogne en Espagne. Propulsé par les partis nationalistes de la région, il s'est tenu le 9 novembre 2014, mais il a été déclaré nul par le Tribunal constitutionnel, saisi par le gouvernement. Il a été boycotté par les opposants de l'indépendance de la Catalogne, ne reconnaissant pas la prétendue légalité de ce référendum.

## Consultation

### Texte de la consultation

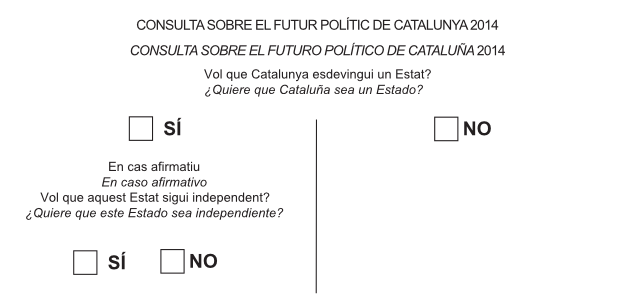
Question

Parmi les suffrages exprimés (47,63% des électeurs): Vert foncé: plus de 75%: Oui - « Catalogne devrait devenir un État indépendant » et vert clair: 70-72,5%: Oui - « Catalogne devrait devenir un État indépendant ».

La date et le texte précis de la consultation ont été annoncés par le président de la généralité de Catalogne, Artur Mas, le 12 décembre 2013, avec le soutien des groupes parlementaires Convergence et Union (CiU), la Gauche républicaine de Catalogne (ERC), Initiative pour la Catalogne Verts - Gauche unie et alternative (ICV-EUiA) et Candidature d'unité populaire (CUP), groupes qui représentent 87 des 135 députés du Parlement de Catalogne.
La consultation consiste en deux questions :
1. « Voulez-vous que la Catalogne devienne un État ? »
2. « En cas de réponse affirmative, voulez-vous que cet État soit indépendant ? »

### Droit de vote
Sur le modèle du référendum sur l'indépendance de l'Écosse de septembre 2014, il est prévu que tous les résidents de Catalogne puissent voter, dès l'âge de 16 ans.
Ceci exclut les Catalans résidant par exemple à Madrid, la capitale espagnole. Quelques dizaines de milliers de réfugiés espagnols ayant vécu en Catalogne sous la dictature franquiste, ainsi que leurs descendants qui y sont nés, sont également exclus du fait qu'ils sont retournés dans leur région d'origine à partir de 1975 et de la transition monarchiste. Au contraire, les Catalans « espagnolistes » (« unionistes ») ou tout simplement les résidents originaires d'une autre région de l'Espagne ou de l'Europe peuvent voter.

### Valeur légale du vote
Le scrutin est convoqué par Mas sur le fondement de la « loi des consultations », publiée le 27 septembre 2014 et qui réglemente les « consultations populaires non-référendaires », dont le résultat n'est pas contraignant pour le gouvernement catalan,. La loi ainsi que le décret de convocation sont suspendus le 29 septembre, 50 heures après leur entrée par le Tribunal constitutionnel, se prononçant à l'unanimité et considérant qu'il s'agit de facto d'un référendum d'indépendance qui ne relève pas des compétences de la communauté autonome.

### Scrutin
En l'absence de liste électorale, la consultation étant « citoyenne » et non organisée par l'État espagnol, en pratique ce sont les cartes d'identité indiquant l'adresse de résidence qui sont utilisées et leur numéro répertorié, lors du scrutin. Ceci exclut de fait les résidents étrangers.
Des organisations culturelles favorables à l'indépendance, comme l'Assemblée nationale catalane, ont reconnu qu'en l'absence de liste électorale et de réseau informatique, les citoyens pourraient voter à deux reprises.

## Historique
Ce référendum sur l'« avenir politique » de la Catalogne, est décidé en vertu de l'accord signé par Artur Mas (CiU) et Oriol Junqueras (ERC) le 18 décembre 2012,,. Cet accord indique que la date du référendum sera agréée entre les deux parties, qui s'engagent l'organiser en 2014 « sauf si le contexte socio-économique et politique rendent nécessaire un report »,. L'accord permet à Artur Mas d'être élu président de la Généralité de Catalogne pour la deuxième fois.
Le gouvernement espagnol, présidé par Mariano Rajoy, du Parti populaire, s'oppose à la tenue de ce référendum, qui est déclaré illégal par le tribunal constitutionnel le 25 mars 2014.
Le 27 septembre 2014, le président catalan signe le décret officialisant la tenue du référendum prévu le 9 novembre 2014. En réaction, le gouvernement espagnol convoque une réunion d'urgence pour le lundi suivant, 29 septembre.
Le 13 octobre 2014, Artur Mas estime que les garanties légales sont insuffisantes pour maintenir ce référendum et propose une concertation citoyenne.

### Résultats
Les premiers résultats annoncés par le gouvernement catalan indiquent un total de 2 305 290 voix décomptées (pour 7 565 603 habitants dans la Generalitat). Le taux de participation est estimé par la presse entre 36 % et 41 %.
| Vote        | Voix      | %     |
| ----------- | --------- | ----- |
| Oui - Oui   | 1 861 753 | 80,76 |
| Oui - Non   | 232 182   | 10,07 |
| Oui - blanc | 22 466    | 0,97  |
| Non         | 104 772   | 4,54  |
| Blanc       | 12 986    | 0,56  |
| Autres      | 71 131    | 3,09  |

### Valeur des résultats
Le pourcentage de « oui » est à nuancer, car les opposants à l'indépendance avaient largement choisi l'abstention plutôt que le vote « non », puisqu'ils ne reconnaissent pas la légalité du scrutin.
Aucune instance neutre n'est venue appuyer ce référendum, le laissant aux mains des indépendantistes, ce qui pose la question de la fiabilité des résultats. En effet, le président d'Esquerra Republicana (ERC), Oriol Junqueras, partisan de l’indépendance, a participé au recueil des votes et au dépouillement des résultats. Par ailleurs, seuls les Catalans habitant en Catalogne ont pu voter, les Catalans vivant dans le reste de l'Espagne n'ayant pas été appelés à voter.